# Kourwéogo
Kourwéogo is een van de 45 provincies van Burkina Faso. De hoofdstad is Boussé.

## Bevolking
In 1996 leefden er 117.996 mensen in de provincie. In 2019 waren dat er naar schatting 181.000.

## Geografie
Kourwéogo heeft een oppervlakte van 1.588 km² en ligt in de regio Plateau-Central.
De provincie is onderverdeeld in 5 departementen: Boussé, Laye, Niou, Sourgoubila en Toeghin.

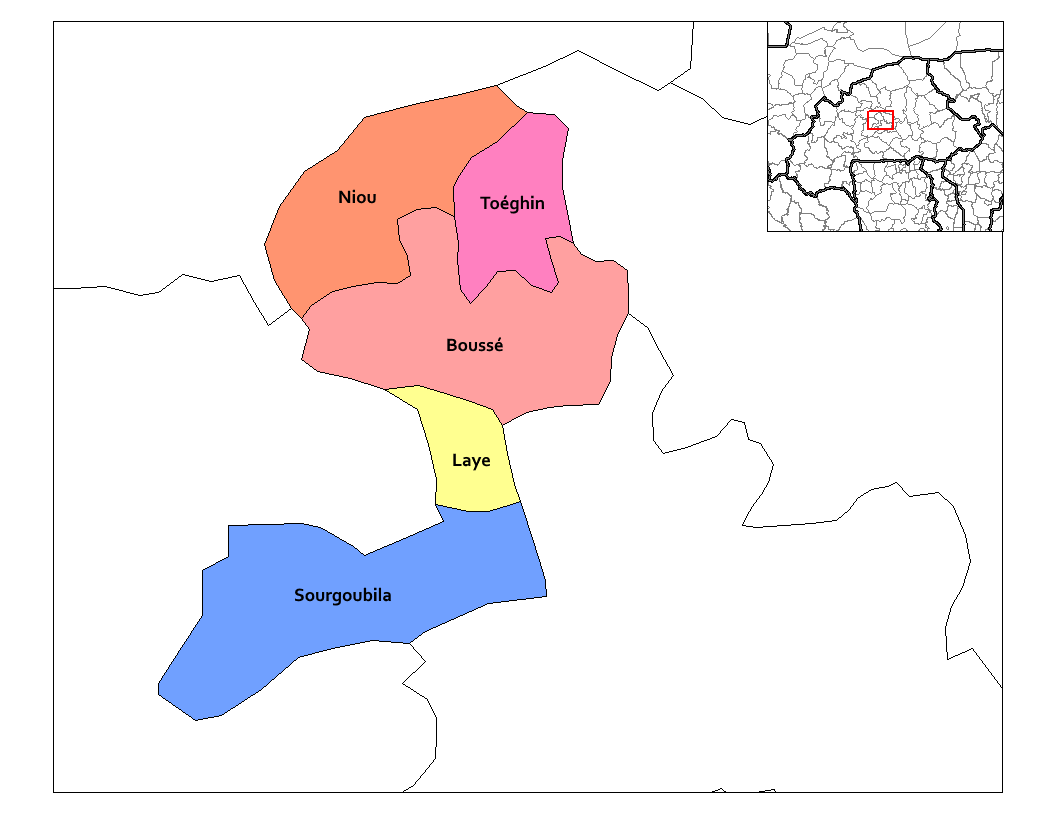
Departementen van Kourwéogo

Balé · Bam · Banwa · Bazéga · Bougouriba · Boulgou · Boulkiemdé · Comoé · Ganzourgou · Gnagna · Gourma · Houet · Ioba · Kadiogo · Kénédougou · Komondjari · Kompienga · Kossi · Koulpélogo · Kouritenga · Kourwéogo · Léraba · Loroum · Mouhoun · Nahouri · Namentenga · Nayala · Noumbiel · Oubritenga · Oudalan · Passoré · Poni · Sanguié · Sanmatenga · Séno · Sissili · Soum · Sourou · Tapoa · Tuy · Yagha · Yatenga · Ziro · Zondoma · Zoundwéogo